# Severokorejská vlajka

Severokorejská vlajka
Poměr stran: 1:2

Vlajka Severní Koreje, oficiálně Korejské lidově demokratické republiky (zkratkou KLDR), v korejštině oficiálně nazývaná Ramhongsaek-Gonghwagukgi (람홍색공화국기 / 藍紅色共和國旗; doslova "modrá a červená vlajka republiky"), je tvořena listem o poměru stran 1:2 se dvěma modrými pruhy (po jednom v horní a dolní části vlajky) a červeným pruhem uprostřed, oddělené od sebe úzkými bílými proužky. V červeném pruhu je bílé kruhové pole s červenou pěticípou hvězdou.
Pruhy mají šířky v poměru 6:1:22:1:6. Střed bílého kruhu je posunut do 1/3 délky vlajky blíže k žerdi. Průměr bílého kruhového pole je 4/9 výšky vlajky.
Při svislém vyvěšení se hvězda otáčí tak, že jedním cípem směřuje vzhůru – proto je nutno pro každý způsob vyvěšení vlajky vyrobit patřičnou vlajku.

Rozměry severokorejské vlajky
Vzor svislého vyvěšení severokorejské vlajky

## Symbolika
Vlajka má vyjadřovat revoluční tradice severokorejského lidu, jejichž hlavním tvůrcem byl Kim Ir-sen (김일성). Červená barva symbolizuje vlastenectví. Modré pásy mají vyvolávat dojem hlavní myšlenky Severní Koreje – nezávislost, přátelství, mír… Bílý kruh by měl navazovat na tradiční symbol tchäguk (태극), přičemž bílá je tradiční barvou Koreje.

## Historie
Původně po osvobození Koreje (15. srpna 1945) se na celém poloostrově používala vlajka Tchägukki – 태극기 (dříve používaná výlučně v Jižní Koreji). Postupem času se na odlišení od jihokorejské vlajky začala používat vlajka Inkong-gi, vyjadřující jiné společenské směřování. Tato vlajka reflektuje víc sovětský styl.

## Další vlajky

Vlajka předsedy Výboru pro státní politiku Poměr stran: 1:2
Vlajka Korejské lidové armády (1992–1993) Poměr stran: 1:2